# Ozan Tufan
Ozan Tufan, född 23 mars 1995, är en turkisk fotbollsspelare som spelar för Hull City och Turkiets landslag.

## Karriär
Den 19 augusti 2021 lånades Tufan ut av Fenerbahçe till Watford på ett säsongslån. I februari 2022 avbröts låneavtalet i förtid och Tufan återvände till Fenerbahçe.
Den 1 juli 2022 värvades Tufan av engelska Hull City, där han skrev på ett treårskontrakt med option för förlängning.